# إيدي حلمي عبد ال مانان
إيدي حلمي عبد ال مانان (بالملايوية: Eddy Helmi Abdul Manan) هو لاعب كرة قدم ماليزي في مركز الوسط، ولد في 8 ديسمبر 1979 في دائرة بونتيان ‏ في ماليزيا. شارك مع منتخب ماليزيا تحت 23 سنة لكرة القدم ومنتخب ماليزيا لكرة القدم. أما مع النوادي، فقد لعب مع جوهور دار التعظيم.

## وصلات خارجية
- إيدي حلمي عبد ال مانان على موقع قاعدة بيانات كرة القدم.إي يو (الإنجليزية)
- إيدي حلمي عبد ال مانان على موقع ناشيونال فوتبول تيمز (الإنجليزية)
- إيدي حلمي عبد ال مانان على موقع Soccerway.com (الإنجليزية)